# Überflieger – Das Geheimnis des großen Juwels
Überflieger – Das Geheimnis des großen Juwels (internationaler Titel Richard the Stork and the Mystery of the Great Jewel) ist ein belgisch-norwegisch-deutscher 3D-Animationsfilm und eine Fortsetzung zu Überflieger – Kleine Vögel, großes Geklapper. Die Premiere fand am 23. März 2023 in den deutsche Kinos statt. Weiterhin lief der Film in den Kinos von mehr als 30 Ländern. Die deutsche Free-TV-Premiere erfolgte am 11. April 2025 im KIKA.

## Handlung
Richards Hoffnung, die Gruppe Störche von Afrika in ihr Sommerquartier zu geleiten wurde enttäuscht. Stattdessen wurde diese Aufgabe an Max übergeben. Er macht sich daraufhin allein auf den Weg und trifft einen Schwarm Spatzen, die vom bösartigen Blauen Pfau Zamano drangsaliert werden. Um den Vögeln dort zu helfen, macht er sich mit seinen neuen Freunden Olga, Kiki, Bessi auf den Weg um einen verschollenen Juwel zu finden.

## Figuren
Die deutsche Synchronisation übernahm die Firma DMT Digital Media Technologie in Hamburg nach einem Dialogbuch und unter der Dialogregie von Kerstin Draeger.
| Figur          | Deutscher Sprecher   | Englischer Sprecher | Tierart          |
| -------------- | -------------------- | ------------------- | ---------------- |
| Richard        | Volkmar Leif Gilbert | Jay Myers           | Haussperling     |
| Ploey          | Max Buckreus         | Jamie Oram          | Goldregenpfeifer |
| Max            | Marco Eßer           | Jeffrey Hylton      | Weißstorch       |
| Zamano         | Joachim Kaps         | Tim Heller          | Blauer Pfau      |
| Giron          |                      | John Stamos         | Schneehuhn       |
| Swan           | Charles Swift        | Markus Hanse        | Kormoran         |
| Shadow         |                      | Richard Cotton      | Adler            |
| Sterna         |                      | Kasper Michaels     | Skua             |
| Olga           | Cora Mainz           | Simona Berman       | Eule             |
| Kiki           | Manuel Elsherif      | Blake Farha         | Wellensittich    |
| Mad Dod Magpie | Philippe Zeidler     | Philippe Zeidler    | Rabe             |